# Luigi Papaiz
Luigi Papaiz (Sesto al Reghena, 29 de setembro de 1924 – Bolonha, 18 de dezembro de 2003) foi um empresário italiano radicado no Brasil.
Papaiz frequentou em Bolonha o curso de técnico industrial num colégio de padres salesianos e, terminada a Segunda Guerra Mundial, até 1952 trabalhou em diversas empresas de fabricação de máquinas. Com um empréstimo de irmãos, abriu seu próprio negócio de fabricação de válvulas de pressão para gases líquidos, algo raro à época.
Devido à forte crise italiana do pós-guerra, parte para o Brasil em maio de 1952 e encontra um país em franca industrialização. As oportunidades não faltam, todavia não encontra mercado para as válvulas. Depois de um encontro com compatriotas que trabalhavam numa fábrica de cadeados, traça um novo objetivo e anos depois torna-se o maior produtor de cadeados da América Latina.
Atualmente, a empresa Papaiz é uma holding atuando em diversas áreas da metalurgia. A sede do grupo encontra-se em Diadema, na região metropolitana de São Paulo.
Durante sua vida como empresário, Papaiz também atuou como mecenas de diversos eventos culturais no âmbito da coletividade italiana em São Paulo, tendo recebido pouco antes de sua morte em 2003 do presidente italiano, Carlo Azeglio Ciampi, a comenda de Cavaliere di Gran Croce. Recebeu também o título de "cidadão paulistano" em 1984 da Câmara Municipal de São Paulo.